# Елизавета Анна Прусская
Елизавета Анна Прусская (нем. Elisabeth Anna von Preußen; 8 февраля 1857, Потсдам — 28 августа 1895, Фульда, Гессен или Айхенцелль, Гессен) — прусская принцесса, дочь принца Фридриха Карла и Марии Анны Ангальт-Дессауской, в браке наследная великая герцогиня Ольденбургская.

## Биография

### Семья
Принцесса Елизавета Анна родилась 8 февраля 1858 года в Мраморном дворце в Потсдаме в семье принца Фридриха Карла Николая (1828—1888), сына принца Фридриха Карла Александра, и его жены Марии Саксен-Веймар-Эйзенахской. Мать Елизаветы Анны — Мария Анна Ангальт-Дессауская (1837—1906), дочь Леопольда IV, герцога Ангальтского.
Её отец, племянник германского императора Вильгельма I, прославился как военачальник в битве за Мец во время Франко-прусской войны 1870—1871 годов. Родная сестра Елизаветы Анны Луиза Маргарита стала членом британской королевской семьи, выйдя замуж за сына королевы Виктории Артура, герцога Коннаутского. Также у принцессы был брат принц Фридрих Леопольд, прусский генерал, и сестра принцесса Мария.

### Брак
18 февраля 1878 года Анна вышла замуж за Фридриха Августа, наследного принца Ольденбургского. Свадьба была двойной, так как в этот день выходила замуж троюродная сестра Анны — принцесса Шарлотта Прусская (дочь будущего императора Фридриха III). Эти королевские браки стали первыми в Германской империи, которая была провозглашена в 1871 году. На свадьбе присутствовал бельгийской король Леопольд II вместе со супругой королевой Марией Генриеттой, а также принц Уэльский, который приходился дядей невесте Шарлотте.
В семье родилось двое детей:
- София Шарлотта Ольденбургская (1879—1964), замужем за Эйтелем Фридрихом Прусским, сыном императора Германии Вильгельма II
- Маргарита (1881—1882)

Елизавета Анна умерла 28 августа 1895 года. Её муж позже женился на Елизавете, герцогине Мекленбург-Шверинской, с которой у него родилось четверо детей.

### Титулы
- 8 февраля 1857 — 18 февраля 1878: Её Королевское Высочество Принцесса Прусская
- 18 февраля 1878 — 28 августа 1895: Её Королевское Высочество Наследная великая герцогиня Ольденбургская